# 김민욱 (권투 선수)
김민욱(1987년 1월 20일 ~ )은 대한민국의 권투 선수이다. 2013년 4월 21일 기준으로 동양태평양복싱연맹(OPBF) SuperLight (63.503 kg) champion. 세계복싱평의회(WBC) 순위 5위. 5 ft 9inch, 68 kg. Orthodox.
Manage by: STS B•T.
Coach & Trained by: Don Jose Santa Cruz and Antonio Santa Cruz.

## 생애
경상남도 진주에서 2남중 장남으로 태어났다. 진주 동진초등학교와 진주 중앙중학교, 경남체육고등학교를 졸업했다. 마산대학교를 중퇴했다. 아마추어 복싱에서 2002년 아시아청소년선수권대회 은메달을 땄고, 2005년 8월5일 제9회 이집트국제복싱대회 -57KG 1위를 차지했다. 이후 복싱을 그만두고 2009년 병역 육군 병장으로 전역했다. 군 시절에는 군수사령부 헌병대에서 복무했다. 2010년 5월1일 프로복싱 데뷔전을 치렀고, 2012년 5월28일 동양태평양복싱연맹(OPBF) 챔피언이 됐다. 지금은 미국에서 활동하고있음.

## 프로 복싱 전적
- 17전 16승(12KO)1패0무
- 2010-05-01 8R 김택민(KOR), 패 5R TKO
- 2010-07-17 4R 음태경(KOR), 승 1R KO
- 2010-12-26 4R 이훈제(KOR), 승 2R TKO
- 2011-05-01 8R 성양수(KOR), 승 8R SD(2-1)
- 2011-09-07 6R Yang Guannan(CHN), 승 6R PTS
- 2011-10-29 6R 나카다 준야(JPN), 승 5R TKO
- 2012-01-15 10R 고혁진(KOR), 승 2R TKO
- 2012-05-28 12R Romeo Jakosalem(PHL), 승 2R TKO. OPBF 슈퍼라이트급(라이트 웰터급) 타이틀 획득
- 2012-07-14 12R 김판수(KOR), 승 2R TKO. OPBF 슈퍼라이트급 1차 방어
- 2012-11-26 12R 단 나자레노 주니어(PHL), 승 2R TKO. OPBF 슈퍼라이트급 2차 방어
- 2013-04-21 12R 이와부치 신야(JPN), 승 12R SD(3-0). OPBF 슈퍼라이트급 3차 방어
- 2013-08-18 12R 호소카와 발렌타인(JPN), 승 11R TKO, OPBF 슈퍼라이트급 4차 방어
- 2015-03-21 6R Lizandro Santos(MEX), Won 1R TKO
- 2015-07-18 8R Luis Alberto Pelayo(MEX), Won 1R TKO
- 2016-01-23 8R Erick Martinez(MEX), Won 5R KO
- 2016-02-27 8R Alvaro Ortiz(MEX), Won 8R UD
- 2016-07-30 8R Louis Cruz(USA), Won 1R TKO

## 기타
- 별명은 '스나이퍼'이다.(SNYPER)
- 취미는 음악 감상과 사진 촬영이다.